# Dahlia Mason
Dahlia Mason antagonist je survival horror videoigre Silent Hill: Shattered Memories. Bivša žena je pogrešnog protagonista igre Harryja Masona te majka pravog protagonista igre Cheryl Heather Mason. Ovisno o psihičkom profilu, Dahlia se u igri može pojaviti u tri drugačija stila, svaki mentalno drugačiji.

## Biografija
Dahlia bila je žena Harryja Masona te je majka Cheryl Heather Mason. Odnos s Harryjem postao je nasilan što je ubrzo preraslo u mržnju pa rastavu. Harry je samo par sati nakon što je napustio Dahliju i Cheryl poginuo u automobilskoj nesreći, ostavljajući iza sebe Dahliju i posebno traumatiziranu Cheryl. Smrt oca također je stvorila mržnju Cheryl prema Dahliji, kako je naglasio doktor Michael Kaufmann, "Nije čudovište kakvo misliš da je."

## Silent Hill: Shattered Memories
Harry prvi put susreće Dahliju u noćnom klubu "The Balkan". Michelle Valdez, s kojom je i došao u klub, poslala ga je na gornji kat kako bi pronašao ključeve od auta. Nakon što se vratio zatekao je Dahliju umjesto Michelle. Dahlia se činila začuđeno na Harryjevu reakciju, kao da je ona došla u klub s njim. Objasnila je kako su došli u klub kako bi uzeli ključeve od auta da bi se dovezli do Cheryl, što je i bilo istina. Harry, sav zbunjen prihvaća priču.
Nakon što su prešli most, svijet se ponovno zaleđuje, uključujući i Dahliju. Harry i Dahlia zajedno s autom padaju u rijeku te se jedino Harry izvlači živ.
Nešto kasnije, Harry nabasa na zalagaonicu, u kojoj se nalazi, očigledno starija Dahlia. Objašnjava Harryju kako su u braku te da se Cheryl vjerojatno nalazi u svjetioniku. Svijet se ubrzo smrzava, a Harry se ponovno rastaje od Dahlije.
Nakon što pređe "Lakeside zabavni park", ponovno se susreće s Dahlijom u brodu "The Orpheus". Ovoga ponovno mladu. Harry objašnjava kako treba doći do svjetionika što prije, no Dahlia ignorira. Nakon što se izdere na nju, Dahlia namjesti autovozača do svjetionika, za koje vrijeme Harry i Dahlia vode ljubav.
Dahlia se još pojavljuje u dvije završne snimke, "Love Lost" u kojem priča s Harryjem par sati prije njegove smrti. I u "Wicked and Weak" kraju, gdje ga agresivno udara i psuje.

## Izgled
Harryjeva prava žena, Dahlia nosi rozu bluzu, traperice i smeđe čizme. Ovakva pojava Dahlije jedino je vidljiva u "Love Lost" i "Wicked and Weak" kraju. Također ima kratku plavu kosu.
Tijekom igre, ovisno o psihičkom profilu igrača, Dahlia se može pojaviti u tri drugačija stila. Ako se igrač fokusira na seks, pojavit će se "Seductive" tj. Seksipilnom stilu. Ako se fokusira na alkohol, droge i slično, pojavit će se kao "Stoner" tj. osoba koja se često drogira, pije i puši. Ako se igrač ponaša kao dobra osoba, pojavit će se u "Punk" stilu.

### Seksipil
Ovaj stil Dahlije nosi kratku majicu, kratke jeans hlače. Na majici ističe se tekst, "Live Fast, Die Young". Ima kratku plavu kosu, puno šminke te se ističe prekomjerni tuš za oči i rozi ruž za usne. Također ima veliku tetovažu zmije na stomaku te tetovažu guštera na leđima. Po prvom susretu, pije koktel, dok u drugom i trećem susretu ponaša čudno te s vidljivom željom za seksom s Harryjem.
Nekoliko poruka koje igrač dobije za vrijeme igre od Dahlije, najčešće referiraju na seks ("Nedostaje mi tvoj dodir", "Napaljena", "Bila sam prenagla"). Također često završavaju s "xxx" na kraju, što se u porukama koristi kao poljubac.
Ovaj stil Dahlije često je povezan s "Sleaze and Sirens" krajem, a dobiva se ako se igrač fokusira na seks.

### Stoner
Ovaj stil Dahlije nosi majicu s kapuljačom bez rukava sa slikom zmaja na leđima. Također nosi jeans hlače te "choker" na vratu. Ne nosi previše šminke, samo tuš za oči i malo pudera. Na prvom susretu, puši cigaru te pije pivo. Na drugom susretu, na što je mislila da Cheryl ulazi u sobu, govori "Samo da uzmem svoje pilule." Kod zadnjeg susreta u brodu, ponovno pije pivo.
Dahlia je vjerojatno ovisnica o nikotinu, pošto je u većini vremena viđena kako puši.
Nekoliko poruka koje igrač dobije za vrijeme igre od Dahlije, najčešće referiraju na alkohol i slično ("Žedna", "Majka svih druženja", "Lako za zaboraviti").
Ovaj stil Dahlije vezan je uz "Drunk Dad" kraj, koji se dobiva ako se igrač fokusira na alkohol, cigarete i droge.

### Punk
Ovaj stil Dahlije ima smeđu kosu, nešto tamniju no "Stoner" Dahlia te su također vidljivi tamno crveni pramenovi. Nosi smeđu majicu s ljubičastom i rozom bojom, rozu i crnu mini-suknju, i nekoliko ogrlicu oko vrata.
Po prvom susretu u "The Balkanu", takozvano "vježba potpis" s džepnim nožićem. Po drugom susretu u zalagaonici, čini se zabrinuta za Cheryl, pošto je dugo nema doma, no nakon što se uspostavi da nije Cheryl već Harry, ostaje u čudu pa ga pita "Tko si za ime Boga ti?".
Za razliku od drugih Dahlia, poruke su joj romantične i brižne ("Dosađujem se", "Dosadno je bez tebe", "Bila sam uzrujana", "Osjećam se užasno"), te se čini da tretira Harryja kao ljubavnog partnera, umjesto "seks igračku" poput seksipilne Dahlije, ili droge poput "Stoner" Dahlije. Također završava poruke s "xoxo" što u porukama ukazuje na naklonost.
Ovaj stil Dahlije najčešće je asociran s "Love Lost" krajem, koji se dobiva ako se igrač ponaša kao dobra osoba, ima dobru osobnost te se ne fokusira ni na alkohol ni seks. Iako može se biti asocirana i s "Wicked and Weak" krajem.

## Osobnost
Dahlia ima više osobnosti, ovisno o njenoj pojavi i psihičkom profilu igrača.

### Iscrpljenost
U autu, Dahlia se ponaša agresivno i drsko. Govori kako joj je veza s Harryjem ustvari "veza iz sažaljenja" te izjavljuje da su "uvijek iscrpljeni" te se nekako ne čudi što je se Harry ne sjeća. Pita ga, "Ako sam ti stranac, da li misliš da sam zgodna?" Nakon što Harry spusti most, postaje još agresivnija te započinje svađu s Harryjem. Prije no što se svijet smrzne, kaže Harryju da je "pun govana".
Na brodu, zaobilazi osobna pitanja te se šali govoreći "Cheryl je uvijek u opasnosti.". Harry očigledno nije svjestan da su ona i njegova žena ustvari ista osoba. Kada Harry počne biti agresivniji, Dahlia uzme bocu viskija te natoči Harryju u usta, što ga smiruje. Neposredno nakon, završe vodeći ljubav.

### Spasenje i prokletstvo
U autu, Dahlia se čini zbunjena i zabrinuta za Harryjev gubitak sjećanja na nju, tako što ga pita da li je u redu te da se znaju već nekoliko godina. Kada Harry kaže da je se uopće ne sjeća, spomene imena koje je dao za njene grudi "Sid i Nancy", prije no što mu kaže da mu je gubitak sjećanja bolesna šala. Prije smrzavanja, kaže da "ovo nije prvi put da se ponaša čudno" te da prizna da nije izgubio sjećanje.
Na brodu, Dahlia se ponaša misteriozno. Čini se kao da zna da mu je žena te da se samo poigrava s njim. Kaže da mu je "cijeli svijet" prije no što ga poljubi, nakon čega završe vodeći ljubav.